# Живан Никодијевић
Живан Никодијевић или Никодић (1844–1883) био је земљорадник и народни посланик из Јабланице, један од вођа Тимочке буне.

## Биографија
Живан Никодијевић рођен је 1844. године у селу Јабланици у Црноречком (Зајечарском) округу Кнежевине Србије. Био је угледан и имућан земљорадник, а од 1881. и председник среског пододбора Народне радикалне странке за бољевачки срез. На изборима за Народну скупштину 1883. изабран је за народног посланика бољевачког среза.

### Тимочка буна
По исказима сведока, Живан Никодијевић и Добросав Петровић били су вође групе од 700-800 наоружаних сељака из Јабланице и Лукова који су 21. октобра 1883. напали чуваре јавне безбедности у Кривом Виру, чиме је почела Тимочка буна. Сам Живан се на суду бранио да је цело његово село, па и он, устало на оружје из страха од насиља чувара јавне безбедности и под притиском устаника и старешина народне војске из побуњеног Лукова, који су претили смрћу сваком ко не пође у устанички логор. Јабланичане су силом терали на устанак и неки њихови сељани, који су хтели да убију сеоског учитеља Живка Попадића, који је одбио да приђе побуни, али га је Живан с муком одбранио. Тако су се Јабланичани наоружали и отишли најпре у Криви Вир, а затим у устанички логор на Честобродици: Живан је предводио своје сељаке, наоружан сабљом. После изгубљене битке на Честобродици (27. октобра), избегао је најпре у Бољевац, а затим у Нови Хан, где је ухапшен 1. новембра 1883.

### Суђење
Судио му је Преки суд у Зајечару 10. новембра 1883. Признао је да је учествовао у бици против краљевске војске на Честобродици. На суду су против њега искоришћени искази бројних ухапшених Јабланичана и сеоског кмета Милана Гојковића, који су га означили као главног вођу побуне у селу, као и Миленка Првуловића, иако је Гојковић на суђењу повукао свој исказ. Суд га је 12. новембра осудио на смрт као коловођу, узевши чињеницу да је као народни посланик учествовао у побуни против уставне власти као отежавајућу околност. Стрељан је на Краљевици код Зајечара 13. новембра 1883.